# Wilhelm Heckel GmbH
Wilhelm Heckel GmbH er en producent af blæseinstrumenter med hovedkvarter i Wiesbaden, Tyskland. Firmaet er bedst kendt for dets fagotter, som betragtes som nogle af de bedste af slagsen.
Firmaet blev etableret i 1831 af instrumentmageren Johann Adam Heckel. Det er stadig et familieejet selskab.
Wilhelm Heckel er også kendt for dets produktion af kontrafagotter og heckelfoner. Tidligere producerede det også oboer, piccolo heckelfoner og heckel-clarinaer.